# Centaurieparelmoervlinder
De centaurieparelmoervlinder (Melitaea arduinna) is een vlinder uit de familie Nymphalidae (aurelia's). De wetenschappelijke naam van de soort werd gepubliceerd in 1783 door Eugen Johann Christoph Esper.
De soort komt voor in Europa.